# 佐兰·拉多维奇
佐兰·拉多维奇（羅馬化：Zoran Radović，1961年2月17日—），塞尔维亚男子篮球运动员。他曾代表南斯拉夫国家队参加1982年和1986年国际篮联世界锦标赛，共获得二枚铜牌。